# Eucalyptus (album)
Eucalyptus je druhé sólové studiové album amerického hudebníka Davida Portnera, který vystupuje pod pseudonymem Avey Tare. Vydáno bylo v červenci roku 2017 společností Domino Records. Na albu se podílelo několik dalších hudebníků. Jsou mezi nimi například Eyvind Kang (orchestrace) či Angel Deradoorian (zpěv), stejně jako Josh Dibb, Portnerův spoluhráč z kapely Animal Collective. Portner uvedl, že převážnou část alba napsal již v roce 2014, avšak vzhledem k aktivitám skupiny Animal Collective jeho nahrávání odložil.

## Seznam skladeb
| Pořadí | Název                    | Délka |
| ------ | ------------------------ | ----- |
| 1.     | Season High              | 5:47  |
| 2.     | Melody Unfair            | 5:07  |
| 3.     | Ms. Secret               | 5:32  |
| 4.     | Lunch Out of Order Pt. 1 | 1:44  |
| 5.     | Lunch Out of Order Pt. 2 | 1:52  |
| 6.     | Jackson 5                | 3:47  |
| 7.     | DR aw one for J          | 3:12  |
| 8.     | PJ                       | 4:13  |
| 9.     | In Pieces                | 3:05  |
| 10.    | Selection of a Place     | 6:07  |
| 11.    | Boat Race                | 2:16  |
| 12.    | Roamer                   | 2:46  |
| 13.    | Coral Lords              | 8:03  |
| 14.    | Sports in July           | 4:46  |
| 15.    | When You Left Me         | 4:12  |